# Liste der 999 Frauen des Heritage Floor/Caroline Herschel
Diese Liste beschreibt das Gedeck für Caroline Herschel auf dem Tisch der Kunstinstallation The Dinner Party von Judy Chicago. Sie ist Teil der Liste der 999 Frauen des Heritage Floor, die den jeweiligen Gedecken auf dem Tisch zugeordnet sind. Die Namen der 999 Frauen befinden sich auf den Kacheln des Heritage Floor, der unterhalb des Tisches angeordnet, zur Kunstinstallation gehört.

## Beschreibung
Die Installation besteht aus einem dreiseitigen Tisch, an dem jeweils 13 historische oder mythologische Persönlichkeiten, somit insgesamt 39 Personen, von der Urgeschichte bis zur Frauenrechtsbewegung Platz finden. Diesen Personen wurde am Tisch jeweils ein Gedeck bestehend aus einem individuell gestalteten Tischläufer, einem individuell gestalteten Teller sowie einem Kelch, Messer, Gabel, Löffel und einer Serviette zugeordnet. Die erste Seite des Tisches widmet sich der Urgeschichte bis zur Römischen Kaiserzeit, die zweite der Christianisierung bis zur Reformation und die dritte von der Amerikanischen Revolution bis zur Frauenbewegung. Jedem Gedeck auf dem Tisch sind weitere Persönlichkeiten zugeordnet, die auf den Fliesen des Heritage Floor, der den Raum unter dem Tisch und die Mitte des Raumes zwischen den Seite des Tisches einnimmt, einen Eintrag erhalten haben. Diese Liste erfasst die Persönlichkeiten, die dem Gedeck von Caroline Herschel zugeordnet sind. Ihr Platz befindet sich an der dritten Tischseite.

### Hinweise
Zusätzlich zu den Namen wie sie in der deutschen Transkription oder im wissenschaftlichen Sprachgebrauch benutzt werden, wird in der Liste die Schreibweise aufgeführt, die von Judy Chicago auf den Kacheln gewählt wurde.
Die Angaben zu den Frauen, die noch keinen Artikel in der deutschsprachigen Wikipedia haben, sind durch die unter Bemerkungen angeführten Einzelnachweise referenziert. Sollten einzelne Angaben in der Tabelle nicht über die Hauptartikel referenziert sein, so sind an der entsprechenden Stelle zusätzliche Einzelnachweise angegeben. Bei Abweichungen zwischen belegten Angaben in Wikipedia-Artikeln und den Beschreibungen des Kunstwerks auf der Seite des Brooklyn Museums wird darauf zusätzlich unter Bemerkungen hingewiesen.

### Gedeck für Caroline Herschel

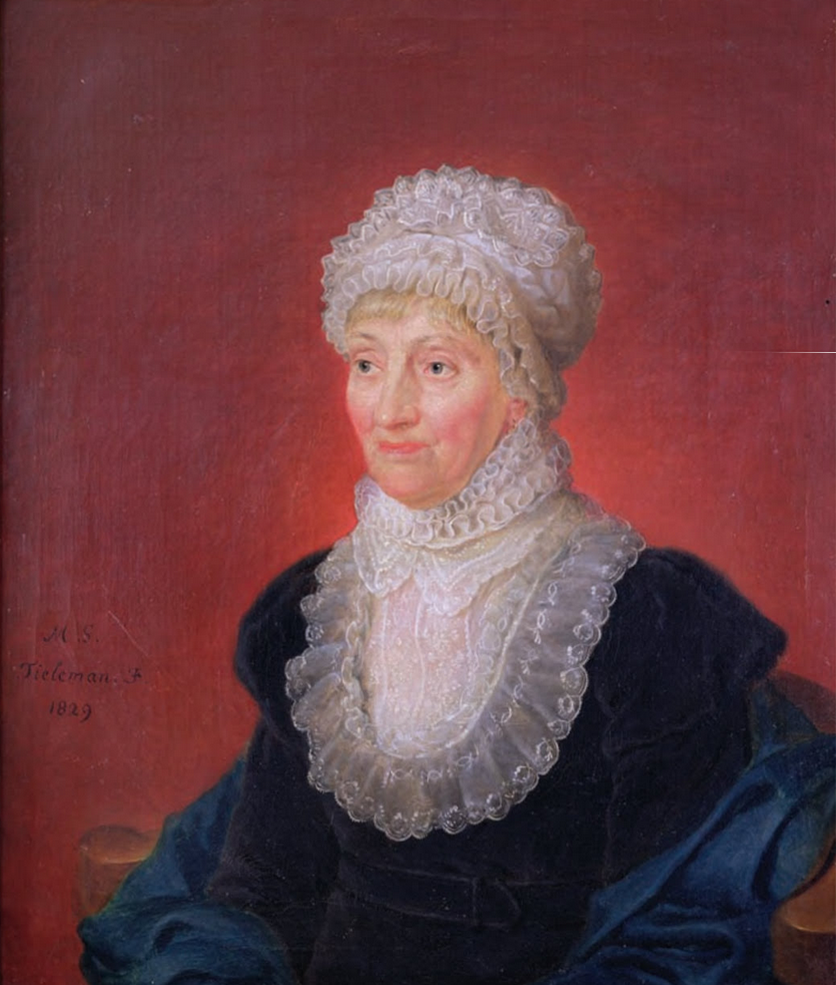
Melchior Gommar Tieleman, Caroline Herschel (1829)

Caroline Herschel wurde am 16. März 1750 in Hannover geboren. Neben einer Schwester, die bereits als Kleinkind verstarb, wuchs sie gemeinsam mit vier Brüdern auf. Ihr Vater war Militärmusiker und zugleich an Philosophie und Astronomie interessiert. Dieses Interesse gab er an seine Kinder, auch an die Tochter, weiter und zwei ihrer Brüder wurden ebenfalls Musiker und Astronomen. Herschel konnte gemeinsam mit ihren Brüdern die Garnisonsschule besuchen und lesen und schreiben lernen, was für ein bürgerliches Mädchen nicht selbstverständlich war. Entgegen der Wünsche ihrer Mutter, die ihr eine Ausbildung zur Weißnäherin angedeihen lassen wollte, folgte sie dem Rat ihres Vaters und machte eine musikalische Ausbildung zur Konzertsängerin.
Sie folgte im Alter von 22 Jahren ihrem Bruder Friedrich Wilhelm Herschel nach England, der in Bath als Organist und Konzertleiter angestellt war, um ihm dort den Haushalt zu führen. Gleichzeitig half ihr Bruder ihr, der Enge des Elternhauses zu entfliehen, sich musikalisch weiterzuentwickeln und sie konnte als Solistin in Konzerten auftreten. Neben ihren Auftritten widmete sich Caroline Herschel der Astronomie. Sie half bei der Fertigung von Spiegelteleskopen. Ihr Anteil bestand in der Aufgabe, die Spiegel zu polieren und zu schleifen. Daneben beschäftigte sie sich mit astronomischer Theorie.
Nachdem ihr Bruder 1781 bei einer Himmelsdurchmusterung den Planeten Uranus entdeckt hatte, bot ihm König Georg III. eine Anstellung als Astronom in der Stadt Slough an, die er annahm. Auch Caroline bekam das Angebot einer Anstellung, als Gehilfin ihres Bruders, sie musste sich entscheiden, diese anzunehmen, oder ihre erfolgreiche Karriere als Sängerin fortzusetzen. Sie entschied sich, ihrem Bruder, den sie sehr verehrte, zu folgen und nahm die Anstellung an. Sie begann, den Sternenhimmel systematisch zu erforschen und suchte nach Kometen. Sie entdeckte astronomische Nebel sowie acht Kometen und erstellte einen Index zu John Flamsteeds Beobachtungen, zusammen mit einem Katalog von 561 Sternen, welche in dessen British Catalogue fehlten sowie zusätzlich eine Liste von Fehlern in dieser Publikation.
Gemeinsam arbeitete sie mit ihrem Bruder, notierte Sternpositionen, die er ihr zurief, wertete die Aufzeichnungen aus, schrieb Abhandlungen für die Philosophical Transactions, entdeckte weitere Nebel und berechnete Hunderte. Ihre Arbeit wurde von den bedeutendsten Mathematikern und Astronomen gewürdigt, unter ihnen Carl Friedrich Gauß und Johann Franz Encke. Nach dem Tod ihres Bruders kehrte sie in ihre Heimatstadt Hannover zurück. In Hannover arbeitete sie weiter als Astronomin und ordnete das Material ihres Bruders, welches ihrem Neffen John Herschel als Grundlage für seine Arbeit diente.
Ihr wurden zahlreiche Auszeichnungen verliehen. Sie bekam 1828 die Goldmedaille der Royal Astronomical Society und wurde 1835 zum Ehrenmitglied der Royal Astronomical Society ernannt. Die Königliche Irische Akademie der Wissenschaften in Dublin ernannte sie im Jahr 1838 zu ihrem Mitglied. Zu der Zeit war sie 88 Jahre alt. Im Auftrag des Königs von Preußen erhielt sie im Jahr 1846 die goldene Medaille der Preußischen Akademie der Wissenschaften. Das Kronprinzenpaar empfing sie, als sie 97 Jahre alt war, einige Stunden unterhielten sie sich lebhaft und Caroline sang ihnen ein Lied vor, welches ihr Bruder komponiert hatte. Sie starb am 9. Januar 1848 und wurde in Hannover beerdigt.
Ihr Gedeck am Tisch der Dinner Tafel ist als Referenz an die Astronomie gestaltet. Ihr Teller wird zentral durch ein Auge gestaltet. Es soll an die Betrachtungen Herschels des Himmels durch ihr Teleskop erinnern, um weitere Komponenten des Universums zu entdecken. Von dem Auge im Zentrum des Tellers verlaufen vier Strahlen in die vier Himmelsrichtungen zum Rand des Tellers. Der Tischläufer ist durch zahlreiche astronomische Symbole gestaltet. Die Hintergrundfarben sind ein tiefes Blau und ein tiefes Schwarz, auf ihnen sind Wolken, Sterne und Kometen gestickt. Im Zentrum befindet sich eine hell strahlende Sonne, auf der der Teller platziert wird. Auf dem Rücken des Läufers sind astronomische Notationen sowie Verweise auf die Flugbahnen von Kometen aufgestickt. Auf der Vorderseite ist in goldener Farbe ihr Name gestickt; Der Initiale-Buchstabe „C“ wird durch ein Teleskop verziert, welches ihr Bruder ihr gegeben hatte und mit dem Caroline Herschel ihre Karriere gestartet hat.
| Name                           | Schreibweise auf der Kachel | Geburtsdatum | kulturräumliche Zuordnung | Bemerkungen | Bild |
| ------------------------------ | --------------------------- | ------------ | ------------------------- | --- | ---- |
| Angélique du Coudray           | Angélique de Coudray        | um 1712      | Königreich Frankreich     | Hofhebamme von Ludwig XV. von Frankreich, die etwa 4.000 arme Französinnen zu Hebammen ausgebildet hat. Erfand die erste lebensgroße Puppe, um Geburten zu üben. |      |
| Anna Morandi Manzolini         | Anna Manzolini              | 1714         | Bologna                   | Als Honorarprofessorin lehrte sie Anatomie an der Universität Bologna und ist bekannt für ihre anatomisch präzisen Wachsnachbildungen menschlicher Organe und Körperteile. |      |
| Anne Halkett                   | Anne Halkett                | 1623         | England                   | Schriftstellerin, die vor allem für ihre Autobiografie und ihre religiösen Schriften bekannt wurde. |      |
| Annie Jump Cannon              | Annie Jump Cannon           | 1863         | Vereinigte Staaten        | Astronomin, wurde bekannt durch den Merksatz Oh, Be A Fine Girl – Kiss Me! welcher Generationen von Astronomen die Reihenfolge der Spektralklassen beigebracht hat. Im Jahr 1929 listeten die Wähler der National League of Women sie als eine der zwölf größten lebenden amerikanischen Frauen.                                                         |      |
| Catharina Schrader             | Frau Cramer                 | 1656         | Niederlande               | Hebamme, bekannt für ihre umfangreichen Aufzeichnungen über Geburten in der frühen Neuzeit. |      |
| Dorothea Christiane Erxleben   | Dorothea Leporin-Erxleben   | 1715         | Königreich Preußen        | Erste promovierte deutsche Ärztin und eine Pionierin des Frauenstudiums. |      |
| Dorothy Wordsworth             | Dorothy Wordsworth          | 1771         | England                   | Englische Autorin, Dichterin und Tagebuchschreiberin. Sie hatte keine Ambitionen, Schriftstellerin zu werden, und ihre Schriften bestehen nur aus Briefen, Tagebucheinträgen, Gedichten und Kurzgeschichten. |      |
| Elizabeth Cellier              | Mrs. Cellier                | 17. Jh.      | England                   | Katholische Hebamme im England des 17. Jahrhunderts. Sie wurde 1679 wegen im Nachgang der Papisten-Verschwörung vor Gericht gestellt, aber freigesprochen. Sie wehrte sich energisch mit Hilfe von Pamphleten, ein Mittel, das sie auch für die Verbesserung des Hebammenwesens und gegen den Einfall der Mediziner in dieses Gebiet einsetzte.          |      |
| Émilie du Châtelet             | Emilie du Chatelet          | 1706         | Königreich Frankreich     | Mathematikerin, Physikerin, Philosophin und Übersetzerin der frühen Aufklärung. Gemeinsam mit Voltaire verfasste sie die Elemente der Philosophie Newtons. Außerdem übersetzte sie Newtons Philosophiae Naturalis Principia Mathematica und verband Newtons mit Leibniz’ Denken. Überdies forderte sie die Teilhabe von Frauen an allen Menschenrechten. |      |
| Giustina Renier Michiel        | Renier Michiel              | 1755         | Republik Venedig          | Eine aristokratische Frau, die dem intellektuellen und sozialen venezianischen Leben zur Blüte verholfen hat. |      |
| Jeanne Dumée                   | Jeanne Dumeè                | um 1680–1685 | Königreich Frankreich     | Astronomin und Autorin. Sie setzte sich für das Recht auf Frauenstudium ein. |      |
| Jeanne Mance                   | Jeanne Mance                | 1606         | Königreich Frankreich     | Laienschwester und Krankenpflegerin. Sie war an der Gründung der Stadt Montreal beteiligt und gründete mit dem Hôtel-Dieu de Montréal das erste Krankenhaus auf kanadischem Boden. |      |
| Josephine Kablik               | Josephine Kablick           | 1787         | Böhmen                    | Botanikerin und Paläontologin. Kablick studierte unter den besten Botanikern ihrer Zeit. Sie sammelte Pflanzen- und Fossilienproben für Institutionen in ganz Europa. |      |
| Justine Siegemund              | Justine Dietrich            | 1636         | Mark Brandenburg          | Hebamme. Sie brachte es als Autodidaktin von einer Dorfhebamme bis zur Hebamme am brandenburgischen Hof und veröffentlichte das erste deutsche Lehrbuch für Hebammen (Erstausgabe 1690). |      |
| Kata Bethlen                   | Katherine Bethlen           | 1700         | Königreich Ungarn         | Schriftstellerin. |      |
| Louyse Bourgeois               | Louyse Bourgeois            | 1563         | Königreich Frankreich     | 26 Jahre lang Hebamme am französischen Königshof, Vorreiterin in der Geburtshilfe, löste mit ihrem Hebammenbuch das im 12. Jahrhundert von Trota („Trotula von Salerno“) verfasste geburtshilfliche Lehrbuch ab. |      |
| Luise von Marillac             | Louise le Gras              | 1591         | Königreich Frankreich     | Adlige, Ordensgründerin, gründete mit Vinzenz von Paul die Genossenschaft der Töchter der christlichen Liebe vom Hl. Vinzenz von Paul, wird in der römisch-katholischen Kirche als Heilige verehrt. |      |
| Margaret Cavendish             | Margaret Cavendish          | 1623         | England                   | Adlige, Philosophin, Schriftstellerin und Wissenschaftlerin. |      |
| Maria Cunitz                   | Maria Cunitz                | 1610         | Herzogtum Wohlau          | Eine der bedeutendsten Astronominnen der Frühen Neuzeit in Europa. |      |
| Maria Margaretha Kirch         | Maria Kirch                 | 1670         | Königreich Preußen        | Astronomin, Ehefrau von Gottfried Kirch, entdeckte den Kometen von 1702 und gilt damit als erste Frau, die einen Kometen entdeckte. |      |
| Maria Mitchell                 | Maria Mitchell              | 1818         | Vereinigte Staaten        | Astronomin und Vorkämpferin für die Frauenrechte. |      |
| Marie Colinet                  | Marie Colinet               | um 1560      | Schweiz                   | Hebamme und Wundärztin. |      |
| Geneviève Thiroux d’Arconville | Genevieve d'Arconville      | 1720         | Königreich Frankreich     | Schriftstellerin und französische Anatomin. |      |
| Marie Lavoisier                | Marie Lavoisier             | 1758         | Königreich Frankreich     | Chemikerin, Illustratorin und Salonnière, arbeitete eng mit ihrem Mann Antoine Laurent de Lavoisier zusammen. |      |
| Martha Mears                   | Martha Mears                | 18. Jh.      | England                   | Hebamme und Autorin. |      |
| Martine de Bertereau           | Baroness de Beausaleil      | um 1590      | Königreich Frankreich     | Alchemistin und Bergbauexpertin. |      |
| Mary Ann Lamb                  | Mary Lamb                   | 1764         | England                   | Schriftstellerin und Mitarbeiterin ihres ebenfalls schreibenden Bruders Charles Lamb. |      |
| Mary Somerville                | Mary Somerville             | 1780         | Schottland                | Astronomin und Mathematikerin, die sich ihr Wissen autodidaktisch aneignete, erlangte als Wissenschaftsautorin große Bekanntheit. |      |
| Mother Hutton                  | Mother Hutton               | 18. Jh.      | England                   | legendäre Figur, Apothekerin und Herbalistin, verantwortlich für die Entdeckung von Digitalis und seine essentielle Verwendung bei der Heilung von Herzproblemen. |      |
| Nicole-Reine Lepaute           | Hortense Lepaut             | 1723         | Königreich Frankreich     | Astronomin in der Zeit der Aufklärung. |      |
| Sophie Germain                 | Sophie Germain              | 1776         | Königreich Frankreich     | Mathematikerin. 1805 bewies sie, dass der Fermatsche Satz für eine Gruppe von Primzahlen (Sophie-Germain-Primzahlen) zutrifft. |      |

Einzelnachweise
1. ↑  Brooklyn Museum: Caroline Herschel. In: brooklynmuseum.org. Abgerufen am 29. Oktober 2019.